# Jordgubbe
Jordgubbe (Fragaria × ananassa) är en hybrid inom smultronsläktet (Fragaria), som i sin tur tillhör familjen rosväxter.
Namnet jordgubbe syftar både på plantan och på bäret. Ur vetenskaplig synvinkel är jordgubben dock inte ett bär, utan ett fruktförband med nötter, då de egentliga frukterna är "bärets" gula prickar. Den är alltså en skenfrukt, det vill säga en uppsvälld blombotten. Som omogna är bären grönvita, och mognar mot allt djupare rött. Det finns också en vit variant av jordgubben, denna saknar det röda färgämnet och kan därför ätas av allergiker som inte tål de vanliga röda jordgubbarna.

## Historik
Den moderna jordgubben är en hybrid som odlades fram i Bretagne i Frankrike runt 1740-talet. Den är resultatet av en korsning mellan scharlakanssmultron (F. virginiana) från östra Nordamerika, kända för sin smak, och jättesmultron (F. chiloensis) från Chile och som hämtats av Amédée-François Frézier för sin storlek. Till sist korsades den framkomna korsningen med parksmultron. I Sverige introducerades jordgubbar under senare hälften av 1700-talet. 

## Odling, egenskaper och användning
De färdigutvecklade och plockade röda jordgubbarna är fullt ätbara och äts vanligen på sommaren i Skandinavien och Finland. Åtminstone i Sverige är det populärt som självplock, särskilt inför midsommar. Jordgubbsodling i stor skala är en krävande verksamhet både när det gäller teknik och mängden arbetskraft som behövs.
| Rang                                                                  | Område                 | Produktion (ton) | Andel (%) |
| --------------------------------------------------------------------- | ---------------------- | ---------------- | --------- |
| 1                                                                     | Kina                   | 3 113 000        | 38,36     |
| 2                                                                     | USA                    | 1 371 573        | 16,90     |
| 3                                                                     | Mexiko                 | 458 972          | 5,66      |
| 4                                                                     | Turkiet                | 376 070          | 4,63      |
| 5                                                                     | Spanien                | 291 870          | 3,60      |
| 6                                                                     | Egypten                | 283 471          | 3,49      |
| 7                                                                     | Sydkorea               | 209 901          | 2,59      |
| 8                                                                     | Polen                  | 202 511          | 2,50      |
| 9                                                                     | Ryssland               | 189 000          | 2,33      |
| 10                                                                    | Tyskland               | 168 791          | 2,08      |
| Total världsproduktion                                                | Total världsproduktion | 8 114 373        | 100,00    |
| Källa: FN:s livsmedels- och jordbruksorganisation:s data för år 2014. |                        |                  |           |

### Vitaminer
Jordgubbar innehåller förhållandevis mycket C-vitamin, till och med mer än vad apelsin gör (52 mg/100 g). I jordgubbar mättes halten C-vitamin av svenska Livsmedelsverket 2011 till 61 mg per 100 g, vilket var mindre än svarta och röda vinbär men mer än exempelvis vita vinbär och krusbär.

### Förvaring
Efter plockning håller jordgubbarna bäst om de förvaras svalt. Vid kylförvaring har svenska jordgubbar en hållbarhetstid på cirka 5 dagar, medan jordgubbar från andra länder har en hållbarhetstid på cirka 10 dagar.
Vid frysförvaring bör jordgubbarna lättsockras för bäst smak och hållbarhet. Bärfrämjandet rekommenderar även att jordgubbarna skivas först. Hållbarhetstiden i frys är cirka 3–4 månader för osockrade och cirka 12 månader för sockrade. Jordgubbarna kan ändra struktur efter frysning, så frysta jordgubbar lämpar sig därför mindre bra för garnering.

### Prissättning, vikt och volym
Jordgubbar säljs oftast efter förpackningens nettovikt i kg.
Jordgubbars skrymdensitet är cirka 0,5 kg/liter. I Sverige förpackas jordgubbar vanligtvis i lådor som rymmer 1 liter. Därmed väger varje låda cirka 0,5 kg.

### Servering
För bästa smakupplevelse bör jordgubbar serveras rumstempererade.

## Etymologi

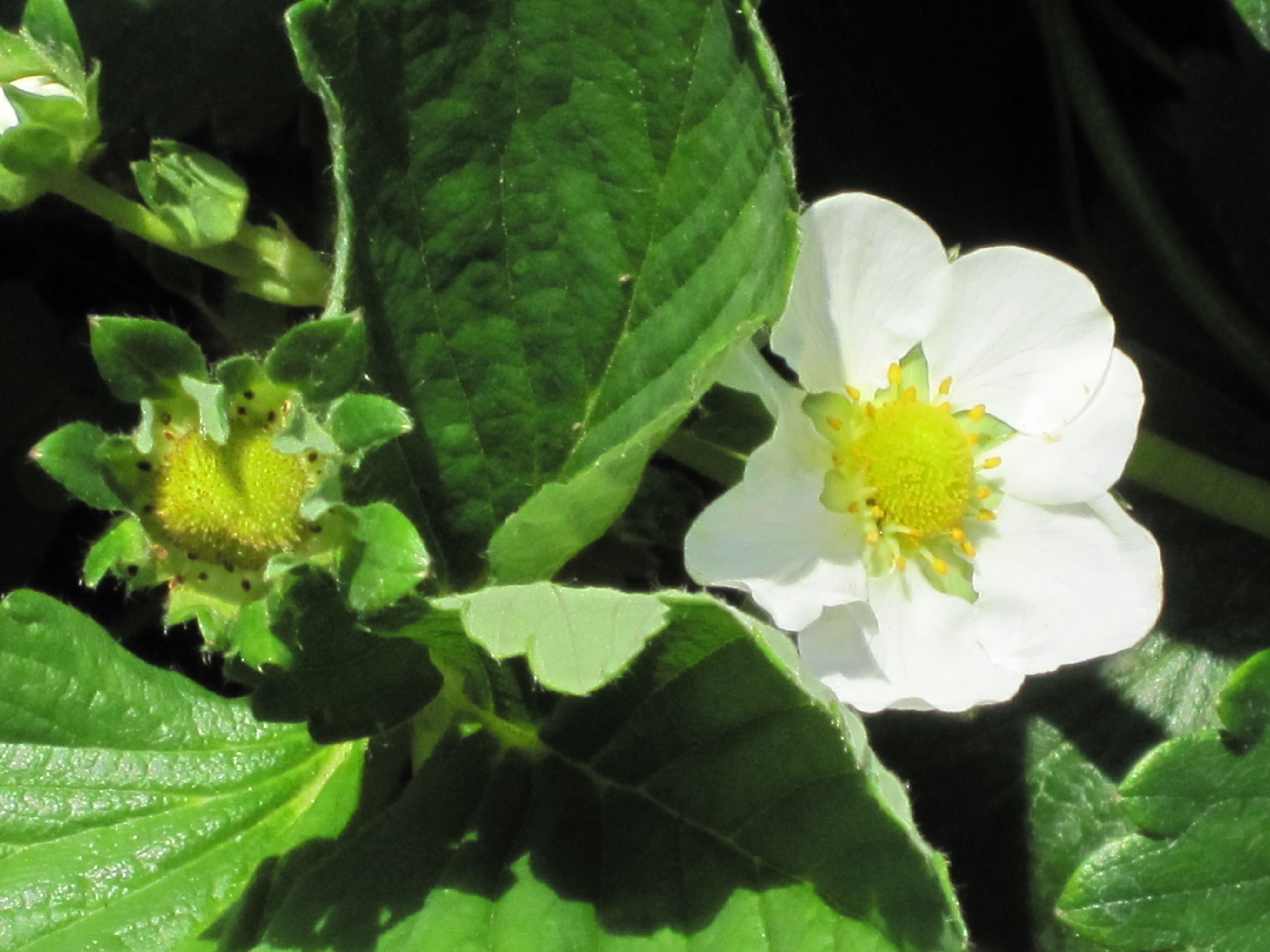
Blommor

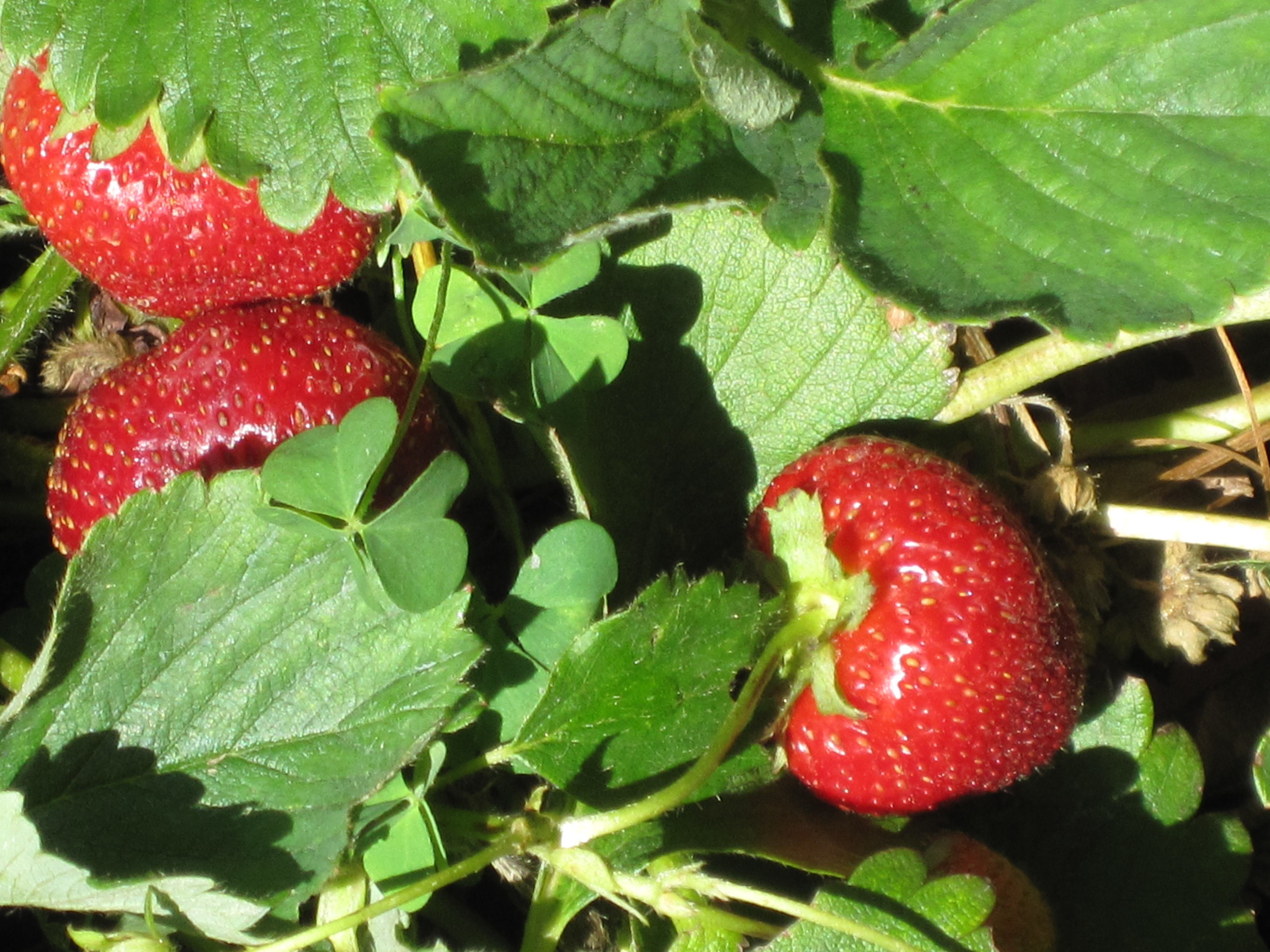
Fruktförband

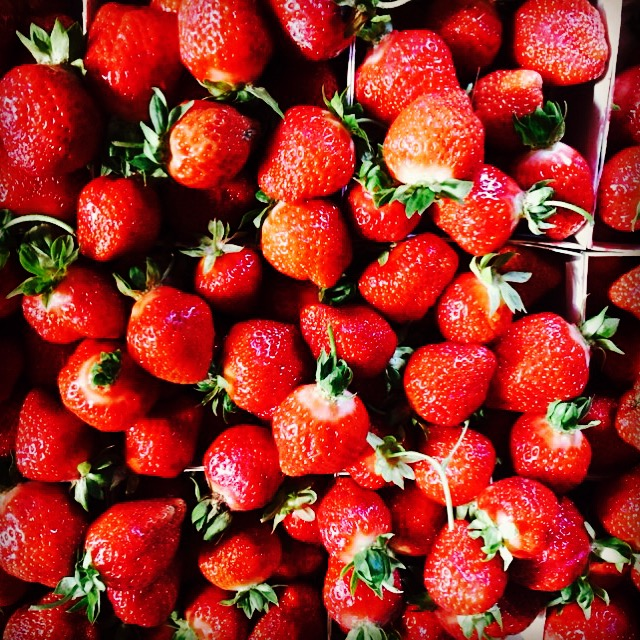
Plockade jordgubbar

När jordgubbar introducerades i Sverige på slutet av 1700-talet kallades de ananassmultron på grund av sitt latinska namn (F. ananassa) (jämför ananasgubbe).
Ordet "jordgubbe" är belagt i svenska språket sedan 1638 och användes tidigare för parksmultron, men allteftersom den moderna jordgubben ersatte parksmultronet i odlingar så övertog den parksmultronets gamla namn. "Gubbe" är från början dialektalt och betyder liten klump.

## Sorter
Några populära sorter bland yrkesmässiga jordgubbsodlare i Sverige, med ursprungsland och ursprungsår, samt ungefärligt mognadsdatum i mellersta Sverige. I södra Sverige mognar de vanligen en vecka tidigare än angivna dagar och i norra Sverige 14-30 dagar senare.
Tidiga sorter
- Zephyr (Danmark 1965) 20–25 juni, bra härdighet och avkastning, kan odlas i hela Sverige. Bärvikt 7–15 gram. Stora bär i början, som dock minskar snabbt. Var tidigare den vanligaste jordgubben för färskvarumarknaden, men har nu nästan försvunnit på grund av dålig hållbarhet.
- Honeoye (USA 1979) 23–28 juni. Bärvikt 12-16 gram. Omtyckt bland odlare för sin tålighet, men inte så omtyckt bland konsumenterna på grund av att den ofta har en vattnig eller syrlig smak. Idag den helt dominerande sorten bland de tidiga jordgubbarna.
- Kent (Kanada 1981) 24–30 juni, god härdighet och avkastning. Bärvikt 12-19 gram. Jämn och god bärstorlek i hela odlingsperioden.

Medeltidiga sorter
- Korona (Nederländerna 1978) 1–10 juli. Bärvikt 12-18 gram. Den vanligaste sorten i Sverige i dag. Härdigheten är relativt god, så den är populär i norra Sverige.
- Lina (Sverige 1986) 4–14 juli. Bärvikt 8-12 gram. Passar bäst för hemträdgården.
- Senga Sengana (Tyskland 1954) 4–14 juli. Bärvikt 8-12 gram. Var förr den vanligaste jordgubbssorten i Sverige för tio år sedan, men har nu nästan försvunnit på grund av dålig hållbarhet.
- Elsanta (Nederländerna 1981) 1–10 juli. Bärvikt 12-18 gram. Den vanligaste sorten på kontinenten och i Storbritannien. Kräver skyddade lägen i Sverige.
- Polka (Nederländerna 1987) 1–10 juli. Odlas mest för lokal försäljning och självplock. En av de vanligaste sorterna idag.

Sena sorter
- Bounty (Kanada 1972) 7–17 juli. Bärvikt 12-16 gram. Ganska härdig. Odlas mest för närmarknad och självplock.
- Dania (Danmark 1982) 10–20 juli. Bärvikt 12-18 gram. Relativt härdig och odlas även i norra Sverige.
- Pegasus (England 1990) 7–17 juli. Bärvikt 12-16 gram. Kräver varma och skyddade lägen i Sverige.